# Мікеле Лейгертвуд
Мікеле Лейгертвуд (англ. Mikele Leigertwood, нар. 12 листопада 1982, Енфілд) — антигуанський футболіст, півзахисник клубу «Редінг».
Виступав за ряд англійських клубів, а також національну збірну Антигуа і Барбуда.

## Кар'єра

### «Вімблдон»
Закінчивши навчання в академії «Вімблдону», на початку сезону 2001-02 Мікеле Лейгертвуд потрапив в розпорядження основної команди. Але молодий і недосвідчений гравець не зміг закріпитися навіть у ролі запасного, тому спочатку був відданий в оренду в клуб другої футбольної ліги «Лейтон Орієнт», де в листопаді 2001 року відбувся його професійний дебют. Всього у складі клубу з Східного Лондона гравець провів вісім матчів. В кінці сезону він повернувся в «Вімблдон» і провів перший матч за цю команду проти «Барнслі», що закінчився поразкою «вомблз» з рахунком 1:0. Згодом Лейгертвуд зумів закріпитися в основі і зіграв за Вімблдон 65 матчів, забив 3 голи.

### «Крістал Пелес»
Швидкий прогрес юного футболіста не залишився непоміченим. У січні 2004 року він став гравцем футбольного клубу «Крістал Пелес». Розмір компенсації за гравця склав 155 000 £ (180 000 €). В останніх 10 матчах Мікеле допоміг клубу завоювати право на участь у Англійській Прем'єр-лізі. У сезоні 2004-05 він провів 23 матчі і забив гол у ворота «Тоттенгем Готспур». Тим не менш, клуб посів лише 18 рядок і вилетів у Чемпіоншип.

### «Шеффілд Юнайтед»
Після завершення контракту з «орлами» гравець приєднався до клубу «Шеффілд Юнайтед», який з другого місця вийшов у Прем'єр-лігу і шукав посилення. Мікеле Лейгертвуд мав стасус вільного агента, але так як на той момент він не досяг 24 років, клубу довелося виплатити відступні в розмірі 600,000 фунтів. Контракт був розрахований на 3 роки, незважаючи на це, вже в наступному році Лейгертвуд знову змінив клуб.

### «Квінз Парк Рейнджерс»
У серпні 2007 року Лейгертвуд був придбаний клубом «Квінз Парк Рейнджерс». За три роки виступів у футболці «обручів» гравець взяв участь у 141 матчі і забив 12 голів. Однак приблизно в той же час клуб був куплений промоутером Формули-1 Берні Екклстоуном і нині колишнім керівником команди Формули-1 «Рено» Флавіо Бріаторе. Їх інвестиції в клуб породили «тренерську чехарду» (за три роки змінилося 6 головних тренерів), в результаті якої 1 березня 2010 року КПР очолив колишній тренер клубу «Крістал Пелес» Ніл Ворнок. При ньому Мікеле Лейгертвуд впав у немилість і був відданий в оренду в «Редінг».

### «Редінг»
У листопаді 2010 року Лейгертвуд на правах оренди перейшов в «Редінг». Після серії хороших показників керівники клубу вирішили продовжити оренду до кінця сезону. Свій перший гол за «Редінг» гравець забив 29 січня 2011 року у ворота «Стивеніджа» в рамках кубку Англії. Тижнем пізніше Мікеле Лейгертвуд забиває свій другий гол у ворота «Кардіфф Сіті». Матч закінчився з рахунком 2:2. У травні 2011 року повідомили, що Редінг підписав з гравцем контракт на три роки, а 1 червня при відкритті літнього трансферного вікна Мікеле Лейгертвуд офіційно став гравцем Редінга.
У сезоні 2011-12 Лейгертвуд взяв участь у 42 матчах і забив в них 5 голів. За результатами сезону «роялісти» виграли Чемпіонат Футбольної ліги Англії і вийшли в Прем'єр-лігу. Перший матч Лейгертвуда за Редінг у Прем'єр-лізі відбувся 18 серпня 2012 року проти «Сток Сіті» і завершився нічиєю 1:1, проте в тому ж сезоні команда вилетіла в Чемпіоншіп, де Лейгертвуд продовжив виступати за клуб. Наразі встиг відіграти за клуб з Редінга 93 матчі в національному чемпіонаті.

## Міжнародна кар'єра
Тренер збірної Антигуа і Барбуда Віллі Доначі запрошував Лейгертвуда в національну збірну ще в червні 2008 року на відбіркові матчі до чемпіонату світу 2010 року в ПАР. Однак тоді гравець змушений був відмовитися через власне весілля.
Тим не менш він отримав шанс проявити себе на міжнародному рівні. 28 жовтня 2008 року в матчі проти «Бірмінгем Сіті» Лейгертвуд отримав червону картку і пропускав чотири наступні матчі. Під час цієї заборони він погодився представляти Антигуа і Барбуду на Карибському чемпіонаті 2008 року. За збірну він дебютував 5 листопада 2008 року в матчі із збірною Тринідаду і Тобаго, який закінчився поразкою Антигуа і Барбуди 3:2. Перший гол за збірну він забив у наступному матчі проти збірної Гаяни. Після цього чемпіонату його кар'єра за збірну ненадовго зупинилася. У національну команду він повернувся в листопаді 2010 року і взяв участь у другому етапі чемпіонату Карибів, зігравши три матчі.
Наразі провів у формі головної команди країни 11 матчів, забивши 1 гол.

## Досягнення
- Переможець Чемпіоншипу: 2011/12